# Barhalsad parasollfågel
Barhalsad parasollfågel (Cephalopterus glabricollis) är en starkt utrotningshotad fågel i familjen kotingor inom ordningen tättingar.

## Kännetecken

### Utseende
Barhalsad parasollfågel är en stor (36-41 cm) och svart kotinga. Hanen är glansigt svart, med en stor och vanligen hängande bar röd fläck från nedre delen av strupen till övre delen av bröstet som den kan blåsa upp under spelet. Hjässfjädrarna är förlängda och böjda framåt, vilket gett fågeln dess namn. Honan är mindre, mattare och har endast en tofs i pannan.

### Läten
Under spelet levererar hanen låga och vittljudande tut, följt av andra staccatotoner. Bland lätena hörs även olika hostande och stönande ljud.

## Utbredning och systematik
Fågelns utbredningsområde är i fuktiga högländerna i Costa Rica och västra Panama. Den behandlas som monotypisk, det vill säga att den inte delas in i några underarter.

## Status
Internationella naturvårdsunionen IUCN kategoriserar arten som starkt hotad. Beståndet är litet, uppskattat till endast mellan 1 900 och 7 100 vuxna individer. Den tros också minska i antal till följd av skogsavverkningar, framför allt i de låglänta områden där den befinner sig utanför häckningstid.